# Bettenfeld

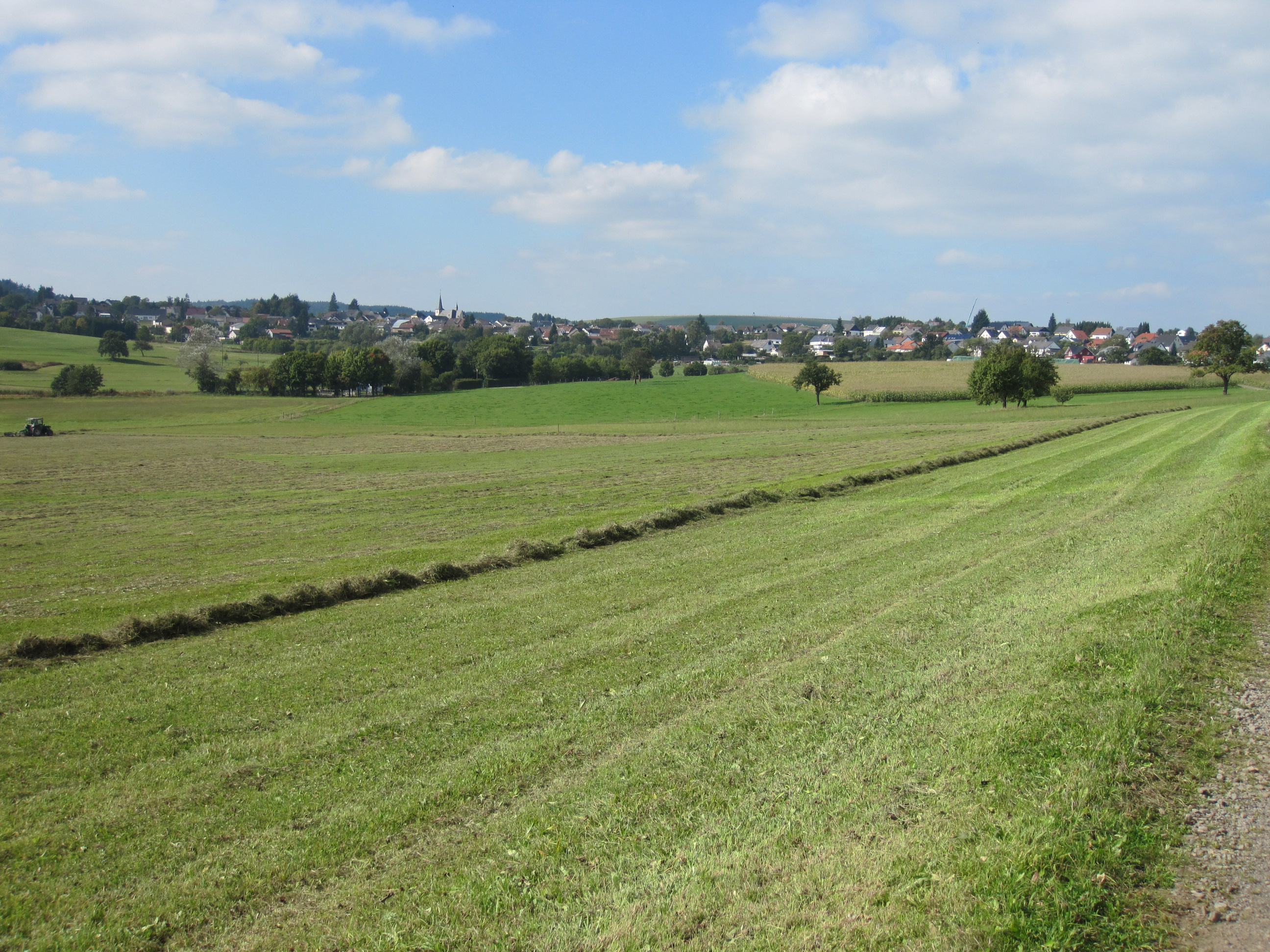
Blick auf Bettenfeld von Südosten (2013)

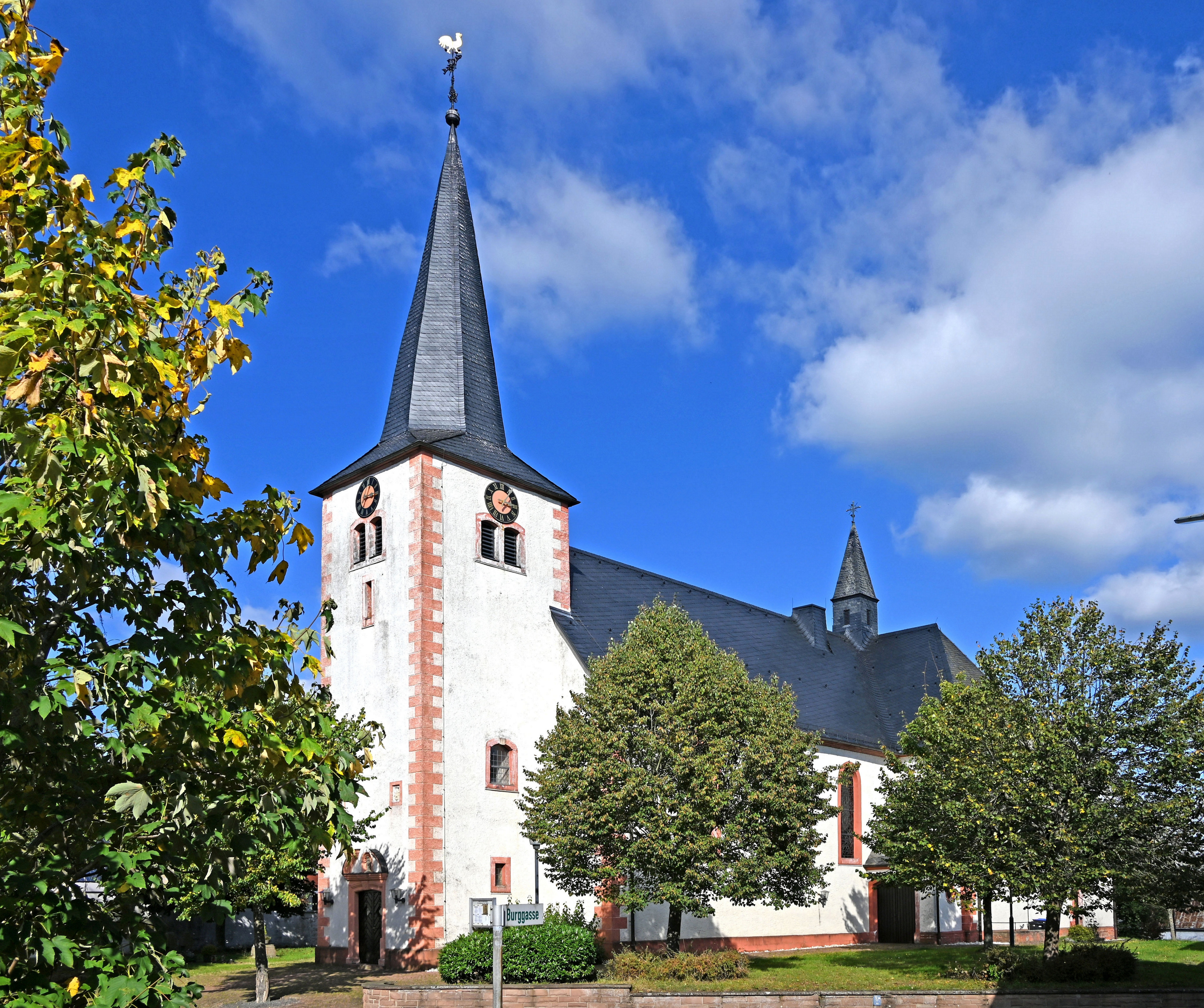
St. Johannes der Täufer

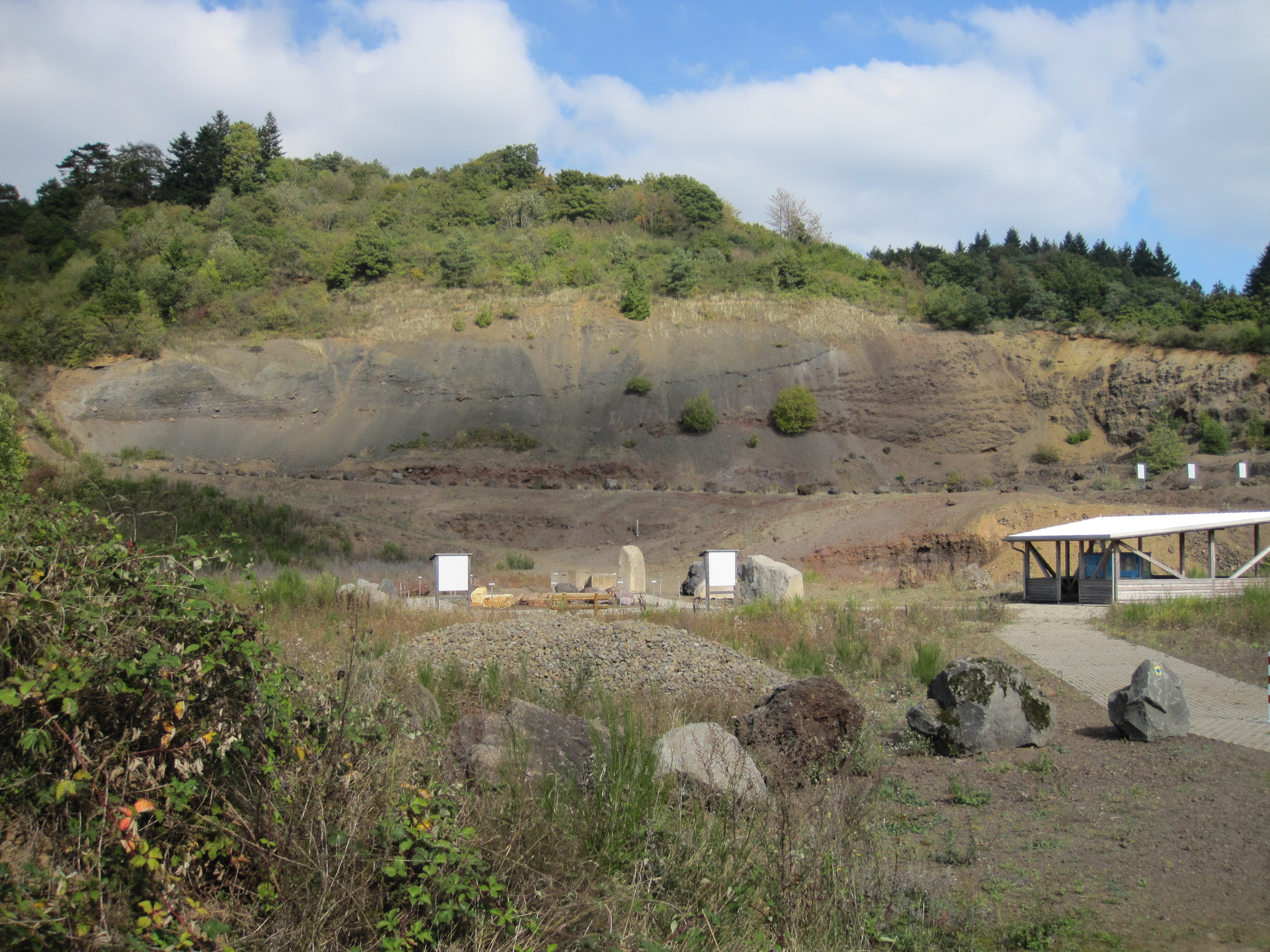
Vulkanerlebnispark Mosenberg Bettenfeld (2013)

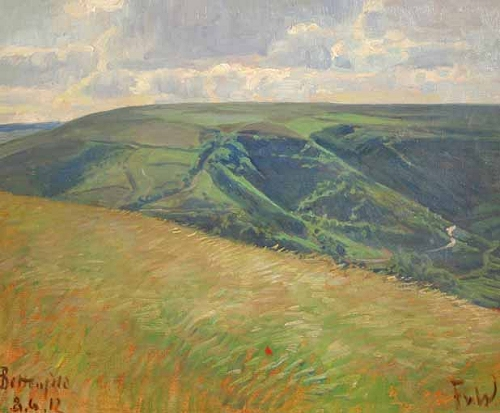
Fritz von Wille: Landschaft bei Bettenfeld, 1912

Bettenfeld ist eine Ortsgemeinde im Landkreis Bernkastel-Wittlich in Rheinland-Pfalz in der südlichen Vulkaneifel. Sie gehört seit dem 1. Juli 2014 der Verbandsgemeinde Wittlich-Land an.

## Geographie
Der Ort (460–480 m ü. NHN) wird von zwei Erhebungen umgeben: Südwestlich liegt das Waldgebiet des 544 m hohen Holzbeul, während sich auf der östlichen Seite des Bettenfelder Gebietes der ehemalige Vulkan des Mosenberges erhebt. Der Mosenberg (517 m ü. NHN) enthält vier Krater. Der eindrucksvollste davon ist der mit Wasser gefüllte Windsborn, ein Kratersee, dessen Ringwall vollständig erhalten ist. Der Windsborn ist der einzige Bergkratersee nördlich der Alpen. Die außergewöhnliche Erscheinung des Mosenberges wurde schon im 19. Jahrhundert von Reisenden, Künstlern und Wissenschaftlern gewürdigt, unter anderem von dem Maler Fritz von Wille und dem Naturforscher Alexander von Humboldt.
Zu Bettenfeld gehört auch die Wohnplätze Hof Rodenbüsch und Haus am Holzbeul.

## Geschichte
Die erste urkundliche Erwähnung Bettenfelds unter dem Namen „Bettenvelt“ war im Jahr 1179. Bis zum Ende des 18. Jahrhunderts gehörte Bettenfeld zur Herrschaft Meerfeld im Herzogtum Luxemburg.
Nach 1792 hatten französische Revolutionstruppen die Österreichischen Niederlande, zu denen das Herzogtum Luxemburg gehörte, besetzt und im Oktober 1795 annektiert. Von 1795 bis 1814 gehörte der Ort zum Kanton Dudeldorf im Departement der Wälder.
Im Jahr 1815 wurde das ehemals luxemburgische Gebiet östlich der Sauer und der Our auf dem Wiener Kongress dem Königreich Preußen zugeordnet. Damit kam die Gemeinde Bettenfeld 1816 zum Kreis Wittlich im Regierungsbezirk Trier in der Provinz Großherzogtum Niederrhein, die 1822 in der Rheinprovinz aufging. Bettenfeld wurde zunächst Sitz einer Bürgermeisterei, zu der auch die Gemeinde Meerfeld gehörte. Später wurde Bettenfeld von der Bürgermeisterei Manderscheid verwaltet.
Seit 1946 ist die Gemeinde Teil des Landes Rheinland-Pfalz.

## Politik

### Bürgermeister
Klaus Bracht (FWG) wurde am 14. April 2022 Ortsbürgermeister von Bettenfeld. Bei der Direktwahl am 20. März 2022 hatte er sich mit einem Stimmenanteil von 69 % gegen eine Mitbewerberin durchgesetzt. Bei der Direktwahl am 9. Juni 2024 wurde er ohne Gegenkandidaten mit 68,8 % der Stimmen im Amt bestätigt.
Brachts Vorgänger Heinz Tutt hatte das Amt im August 2019 übernommen. Bei der Direktwahl am 26. Mai 2019 war er mit einem Stimmenanteil von 54,46 % für fünf Jahre gewählt worden. Mit Wirkung Ende September 2021 legte Tutt sein Amt jedoch vorzeitig nieder. Tutts Vorgänger Reinhold Meuers hatte das Amt 15 Jahre ausgeübt.

### Wappen
| Wappen von Bettenfeld | Blasonierung: „Von Rot über Silber durch Wellenschnitt geteilt, darin eine gestürzte, von Silber über Blau geteilte Spitze, oben zwei linke, rote Spickel, unten begleitet links von einem roten Tatzenkreuz, rechts von einem roten Schildchen.“ |
| Wappen von Bettenfeld | Wappenbegründung: Der Kratersee des ehemaligen Vulkans Mosenberg ist als die herausragende Besonderheit der Bettenfelder Landschaft heraldisch in das Wappen aufgenommen. Das rote Schildchen in Silber verweist auf die frühere Zugehörigkeit zur Herrschaft Malberg, das Tatzenkreuz an den Kirchen- und Ortspatron von Bettenfeld, den Heiligen Johannes der Täufer, die beiden linken Spickel an das Buchstaben „B“ und damit an das alte Gerichtssiegel des Ortes. |

## Kultur und Sehenswürdigkeiten
Nahe Bettenfeld, am Fuß des Mosenbergs, wurde früher Lava abgebaut. Heute befindet sich dort der Vulkanerlebnispark Mosenberg. Auf der Kuppe des Berges steht ein kleiner überdachter Aussichtsturm.

## Wirtschaft und Infrastruktur
Im Osten von Bettenfeld verläuft die Bundesautobahn 1, im Süden die Bundesautobahn 60.

## Persönlichkeiten
- Hans-Josef Bracht (* 1955), Politiker